# Hirsisaari (ö i Norra Savolax, Nordöstra Savolax, lat 62,72, long 28,60)
Hirsisaari är en ö i Finland. Den ligger i sjön Juojärvi och i kommunen Tuusniemi i den ekonomiska regionen  Nordöstra Savolax ekonomiska region  och landskapet Norra Savolax, i den centrala delen av landet, 300 km nordost om huvudstaden Helsingfors. Öns area är 6,6 hektar och dess största längd är 480 meter i öst-västlig riktning.